# GS50図法

GS50図法とその縮尺係数の等値線

GS50図法は、地図投影法の一種で、アメリカ合衆国50州の範囲で縮尺変化が小さくなるよう作られた正角図法である。アメリカ地質調査所 (USGS) の John Parr Snyder が考案した。
複素平面上の正則関数は等角写像である。そこで正角図法の像を複素平面と考え、これに正則関数を合成すれば、合成図法も正角図法になる。この正則関数として多項式関数を取り、地図の歪みを表す数値について最小二乗法を用いることで多項式の係数を決定する。このような方法を用いることで、ベースとなる正角図法を多項式で微調整して地図の歪みを小さくできる、という発想から作られた地図である。
具体的には、ベースとなる正角図法として北緯45度、西経120度を中心とする平射図法を採用し、回転楕円体に関する正角補正を行った上でこの図法により複素平面上に地図を描く。また合成する正則関数として10次の多項式（実数係数としては実質19項）を考える。さらにアメリカ合衆国50州の範囲から、アラスカ州やハワイ州の離島付近を含む44点を取る。ベースとなる図法の縮尺係数と多項式の微分係数により合成図法の縮尺係数が計算できるから、これを用いて44点における縮尺係数のずれの二乗和を最小化するような多項式係数を決定する。
この方法で得られた地図は、アメリカ合衆国50州の範囲で縮尺のずれが±2%以内に、本土、アラスカ、ハワイに囲まれる太平洋部でも±3.2%以内のずれに収まる。これは一般的なランベルト正角円錐図法を用いた50州表示における±12%以内よりも良い。しかしこの範囲を少し離れると経緯度線のうねりが目立ち、南アメリカ大陸の北部まで広げると単射性が崩れて「重なり」が生じる。